# Nick Groff
Nicholas Groff (nascido em 19 de abril de 1980) é um  investigador paranormal americano, músico e personalidade da televisão. Groff é atualmente o investigador principal da série Paranormal Lockdown e Ghosts of Shepherdstown. Ele foi co-investigador e produtor executivo da série Ghost Adventures, e também foi editor e cinegrafista da primeira a décima temporada desta série. Groff foi produtor executivo para uma série no Travel Channel chamada Vegas Stripped, que mostrava os bastidores das operações do South Point Hotel, Casino &amp; Spa em Las Vegas, Nevada.

## Início da vida
Groff nasceu em 19 de abril de 1980, em San Jose, Califórnia, e cresceu em Nashua, New Hampshire. Formou-se na Pelham High School, em New Hampshire e, mais tarde, estudou cinema na Universidade de Nevada, Las Vegas, onde ele conheceu Aaron Goodwin. Aos oito anos de idade caiu de uma árvore no quintal de sua casa em Salem, New Hampshire, o que foi descrito por ele como uma "experiência de quase-morte".
Dois anos mais tarde, enquanto estava em casa sozinho, ele diz que viu uma figura fantasmagórica de um homem negro. Em uma entrevista em 2012, Groff perguntou: "Foi minha imaginação? Ou foi algo advindo do meu acidente que me deixou mais aberto ao mundo deles?"
Groff ficou amigo de Bagans durante o seu casamento em Las Vegas. Groff diz que ele foi possuído por uma entidade na Cervejaria Moon River  em Savannah, Geórgia e diz que foi uma das "experiências que mais mudaram sua vida". De acordo com Groff, um encontro com um espírito feminino no Hospital Comunitário Linda Vista em no este de Los Angeles, na Califórnia, deu-lhe detalhes sobre a vida após a morte. Groff foi supostamente possuído em Natchez, Mississippi durante a investigação da King's Tavern.

## Ghost Adventures
Em 2004, Groff fez parceria com Zak Bagans e Aaron Goodwin para produzir um filme no estilo de documentário chamado "Ghost Adventures". Em 24 de novembro de 2014, Groff anunciou que não estaria retornando para a próxima uma nova temporada de Ghost Adventures.

## Outros projetos
Desde então Groff tem produzido sua própria série intitulada Ghost Stalkers, e está atualmente estrelando em  mais uma série sua, Paranormal Lockdown, onde ele é o principal investigador. Ele também está na série Ghosts of Shepherdstown no canal  Destination America; onde apresentou a primeira temporada, em 2016, e a segunda, em 2017. Groff lançou dois álbuns musicais intitulados The Other Side (O Outro Lado) e Spiritual War (Guerra Espiritual). As letras fazem menção a jornada espiritual de Groff. Ele também tem uma linha de roupas chamada "Phantom Collection" (Coleção Fantasma).

## Vida pessoal
Groff se casou com sua esposa Verônica, em 2004, e o casal mora próximo de Boston, Massachusetts com suas duas filhas.

## Filmografia
| Ano  | Título           | Papel     | Notas        |
| ---- | ---------------- | --------- | ------------ |
| 2004 | Ghost Adventures | Ele mesmo | Documentário |

| Ano           | Título                  | Papel     |
| ------------- | ----------------------- | --------- |
| 2008-2014     | Ghost Adventures        | Ele mesmo |
| 2012          | Nightline               | Ele mesmo |
| 2016–presente | Ghosts of Shepherdstown | Ele mesmo |
| 2016–presente | Paranormal Lockdown     | Ele mesmo |

| Ano           | Título              | Função                         | Notas |
| ------------- | ------------------- | ------------------------------ | ----- |
| 2008-2014     | Ghost Adventures    | Pesquisador/produtor Executivo |       |
| 2012          | Vegas Stripped      | Produtor executivo             |       |
| 2014          | Ghost Stalkers      | Produtor executivo             |       |
| 2016–presente | Paranormal Lockdown | Pesquisador/produtor Executivo |       |

1. 1 2  «Nick Groff's Chasing Spirits». The Travel Channel
2. ↑  «Groff Entertainment»
3. ↑  «Scarefest 2012: 'Ghost Adventures' host fell into his career»
4. ↑  «Life on the Couch: Paranormal encounters spook 'Ghost Adventures' trio»
5. ↑  «Former Nashuan has successful TV series hunting ghosts»
6. ↑  «Ghostly encounters from Moon River»
7. ↑  «Nick Groff tells 'Ghost Adventures' fans he is leaving the show»
8. ↑  «About the Ghosts of Shepherdstown»
9. 1 2  «Nick Groff». Bryan's World – My Life and the GAC. Consultado em 30 de dezembro de 2018. Arquivado do original em 16 de março de 2012
10. ↑  phantomcollectionclothing.com
11. ↑  «New York Comic-Con 2016 Interview: Nick Groff, Katrina Weidman and Rob Saffi Talk Paranormal Lockdown». Shock Ya!